# Sam Boardman
Pour les articles homonymes, voir Boardman.
Samuel Boardman, né le 8 septembre 1995 à Washington DC, est un coureur cycliste américain.

## Biographie
Sam Boardman est originaire de Washington DC. Il commence le cyclisme durant ses études à l'université de Californie à Los Angeles, alors qu'il pratiquait la course à pied,.
En 2018, il obtient de bons résultats aux championnats des États-Unis amateurs. Il intègre ensuite l'équipe continentale Wildlife Generation en 2019. Durant cette saison, il se distingue en remportant une étape du Tour de Murrieta et de la Sea Otter Classic. Il se classe également deuxième du Tour du lac Poyang, tout en ayant gagné la troisième étape. 
En 2021, il rejoint la formation L39ION of Los Angeles. Sous ses nouvelles couleurs, il termine huitième du championnat des États-Unis au niveau professionnel. L'année suivante, il s'impose sur le contre-la-montre de la Joe Martin Stage Race. Il s'agit de sa première victoire obtenue dans une compétition inscrite au calendrier de l'UCI.

## Palmarès et résultats

### Palmarès par année
- 2018
  - 2e de la Chico Stage Race
  - 3e du championnat des États-Unis du critérium amateurs
- 2019
  - 1re étape du Tour de Murrieta
  - 3e étape de la Sea Otter Classic
  - 3e étape du Tour du lac Poyang
  - 2e du Tour du lac Poyang
  - 3e de la San Dimas Stage Race
- 2022
  - 3e étape de la Joe Martin Stage Race
  - Greenbelt Park Training Race
- 2024
  - 2e étape de la Green Mountain Stage Race
  - 3e de la Clarendon Cup

### Classements mondiaux
| Année                                 | 2018  | 2019  | 2020 | 2021  | 2022  | 2023  |
| ------------------------------------- | ----- | ----- | ---- | ----- | ----- | ----- |
| Classement mondial                    | 3108e | 3215e | nc   | 1819e | 1970e | 1286e |
| UCI America Tour                      | 470e  | 542e  | nc   | 300e  | 312e  | nc    |
|                                       |       |       |      |       |       |       |
| Légende : nc = non classéSource : UCI |       |       |      |       |       |       |